# Altaelva

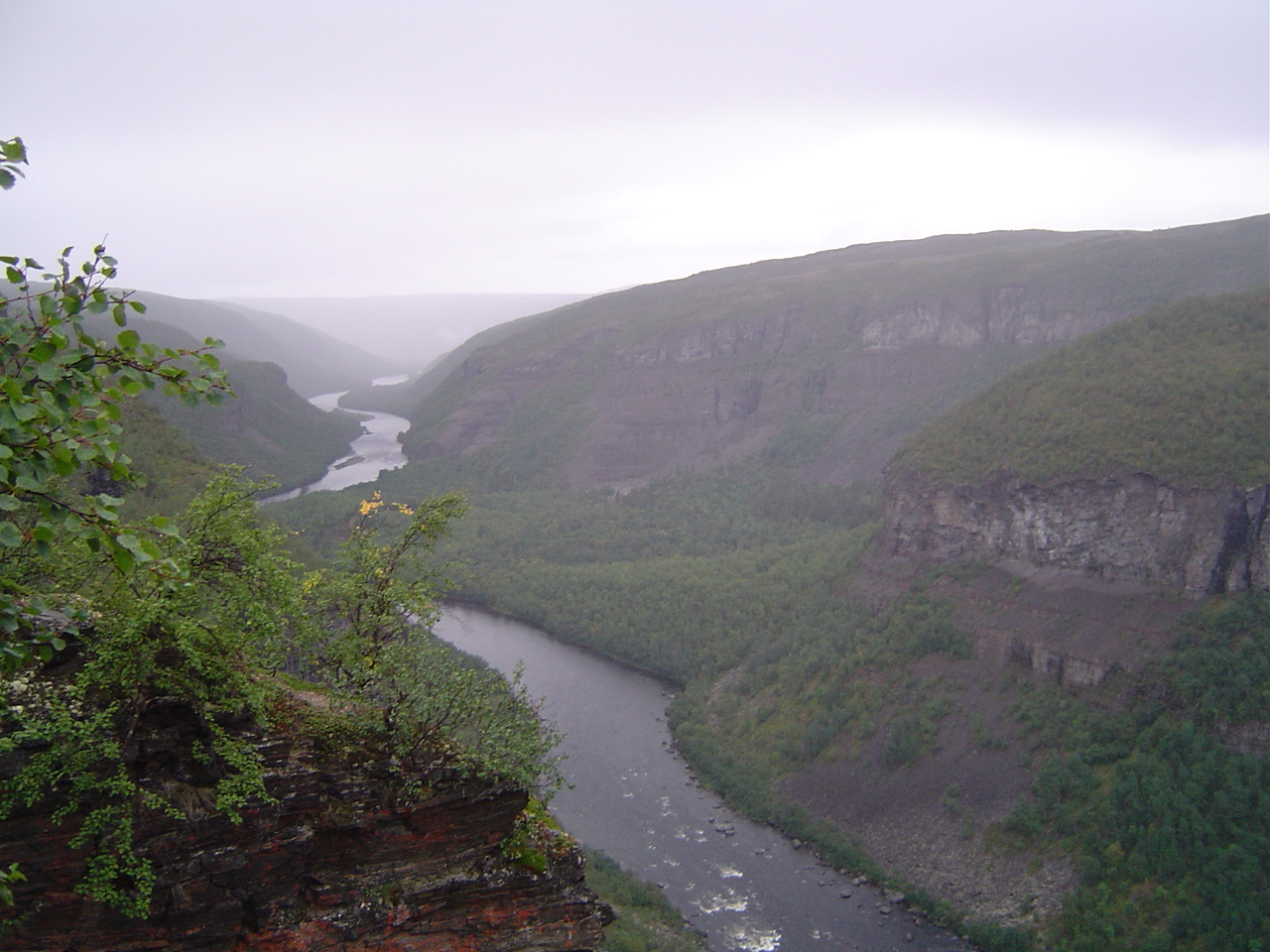
Altaelva-canyon

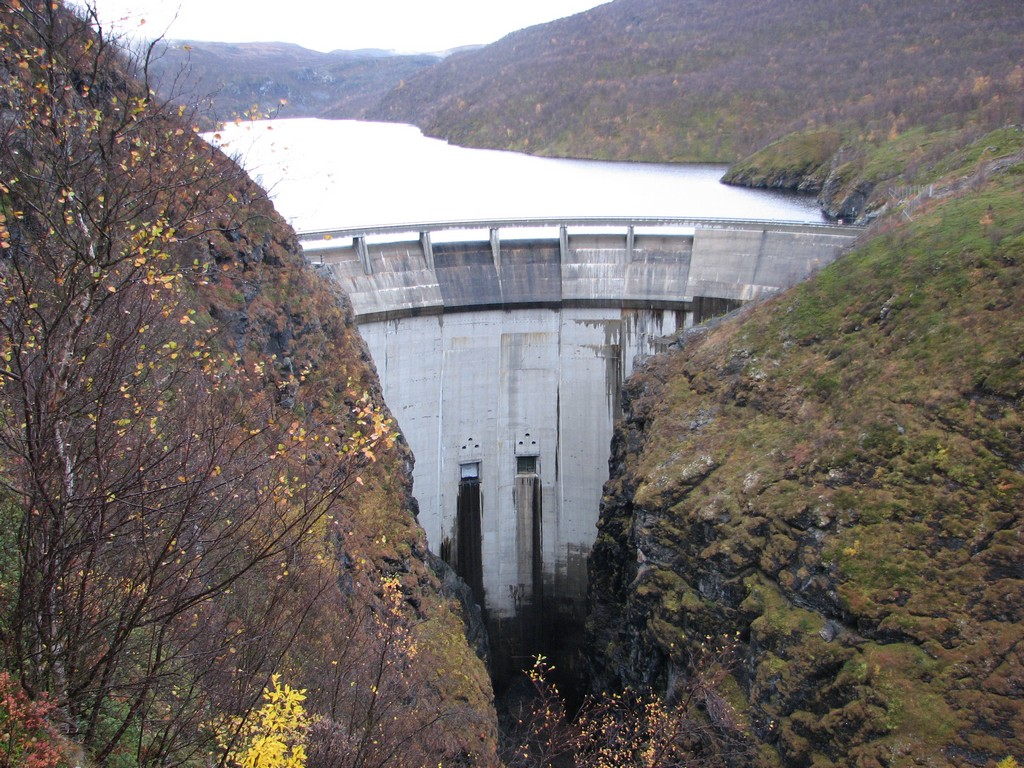
De stuwdam van de waterkrachtcentrale.

De Altaelva is een rivier in de provincie Finnmark in het uiterste noorden van Noorwegen. Hij heeft een van de grootste kloven in Europa uitgesleten op haar weg van de hoogvlakte Finnmarksvidda naar de Altafjord. De rivier stroomt door de gemeente Alta. In de rivier bevindt zich een waterkrachtcentrale.
De Altaelva staat bekend als een van de beste zalmrivieren van Noorwegen.
- Gemeinsame Normdatei: 4128604-2
- Virtual International Authority File: 249019636